# Enicocephalomorpha
Infra-ordre
Les Enicocephalomorpha sont un infra-ordre d'Insectes de l'ordre des Hémiptères, du sous-ordre des Hétéroptères (punaises). Ils sont parfois considérés comme le groupe basal du sous-ordre, mais la résolution de cette question demande des études ultérieures.
Il comprend 425 espèces décrites, réunies en 65 genres, eux-mêmes répartis dans deux familles de répartition principalement tropicales, les Enicocephalidae et les Aenictopecheidae.

## Caractéristiques
Les Enicocephalomorpha se caractérisent par leur tête très allongée, qui semble séparée en deux lobes, car elle présente un étranglement à la hauteur des yeux. Lorsque des ocelles sont présents, ils sont placés sur le lobe postérieur, à bonne distance des yeux. Le rostre, de quatre segments, est court (sa longueur ne dépasse jamais celle de la tête), le plus souvent droit et étendu vers l'avant, plus rarement arqué et replié sous la tête. Les antennes sont longues, flagelliformes, et comptent 4 articles, dont le premier est toujours court. Ces insectes ont des hémélytres, lorsqu'elles sont présentes, légèrement sclérotisées sur toute leur surface qui paraissent ainsi entièrement membraneuses, avec des veines radiale, médiane et cubitale atteignant la marge de l'aile. Certaines espèces présentent un polymorphisme alaire fort, allant des formes macroptères ou submacroptères à des formes fortement brachyptères. Les pattes antérieures sont ravisseuses, avec les fémurs enflés, et le tibia épaissi à l'apex, et le tarse (comprenant 1 ou 2 articles) qui se replie en pince sur la face antérieure du tibia. Leur taille varie entre 2 et 15 mm,,.

## Répartition
La majorité des Enicocephalomorpha se rencontre dans les différentes régions tropicales du monde. Elles sont pratiquement toutes endémiques soit de l'hémisphère ouest, soit de l'hémisphère est, avec deux exceptions, le genre Systelloderes, pratiquement cosmopolite, et le genre Boreostolus, à distribution holarctique.
- Quelques genres sont néarctiques, présents au nord de Mexico (Brevidorsus, Hymenocoris, Lysenicocephalus, Urnacephala). Le genre Alienates est présent au sud de l'Amérique du Nord, dans les Caraïbes et jusqu'à Panama au sud.
- Les autres genres américains sont néotropicaux (Tornocrusus, Chiricoris, Enicocephalus, Neoncylocotis, Xenicocephalus, ainsi que des genres non encore décrits), avec un genre subantarctique, du sud du Chili (Gamostolus)[8].
- La faune afrotropicale est très riche, et un autre centre d'endémisme, distinct des espèces africaines, se rencontre à Madagascar et dans l'océan indien[8].
- La région indomalaise (sud-est asiatique) est la plus riche en espèces, mais un grand nombre d'espèces, y compris non encore décrites, se rencontrent dans la zone papouasie, et dans la région australienne et de Tasmanie, et il existe un autre genre subantarctique présent aux îles Crozet, Phthirocoris[8].
- Une seule espèce actuelle a été rencontrée en Europe, Henschiella pellucida, rencontrée entre la Bosnie-Hérzégovine et l'Asie centrale[9],[10].
- Une demi-douzaine d'autres espèces sont présentes dans le paléarctique ouest, toutes dans sa frange sud, avec Oncylocotis occipitalis en Égypte et O. basalis au Yémen, Vuorilinna carayoni en Arabie saoudite, et trois espèces de Systelloderes du groupe de S. uvarovi, S. uvarovi et S. utukhengai d'Irak, et S. iranicus d'Iran[9].

## Galerie

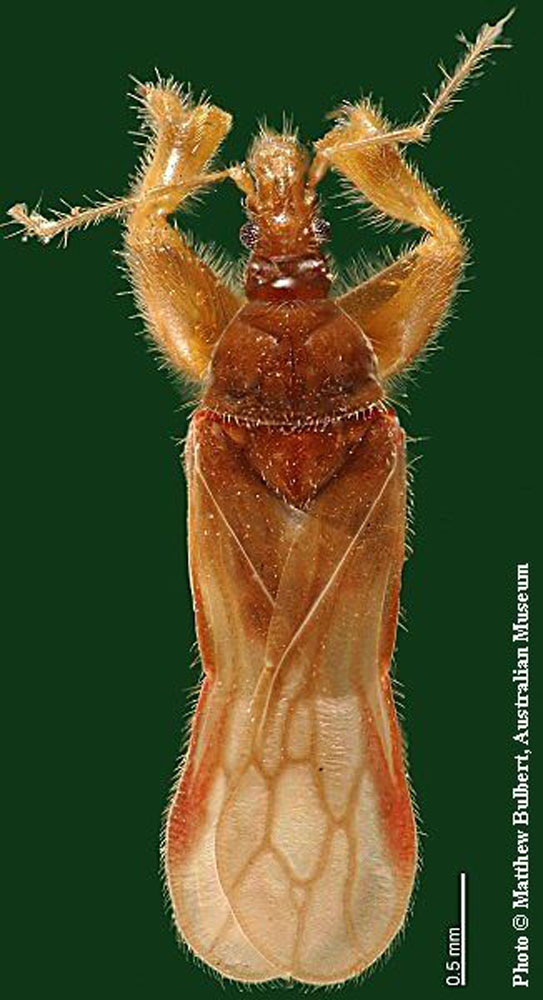
Un Aenictopecheidae d'Australie.
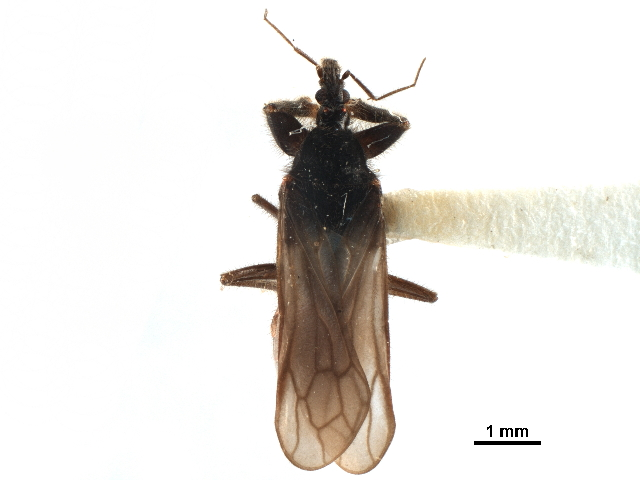
Un Gamostolini sp. (Aenictopecheinae) d'origine inconnue.
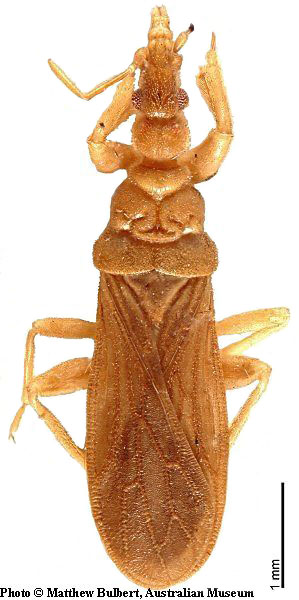
Un Enicocephalidae d'Australie.
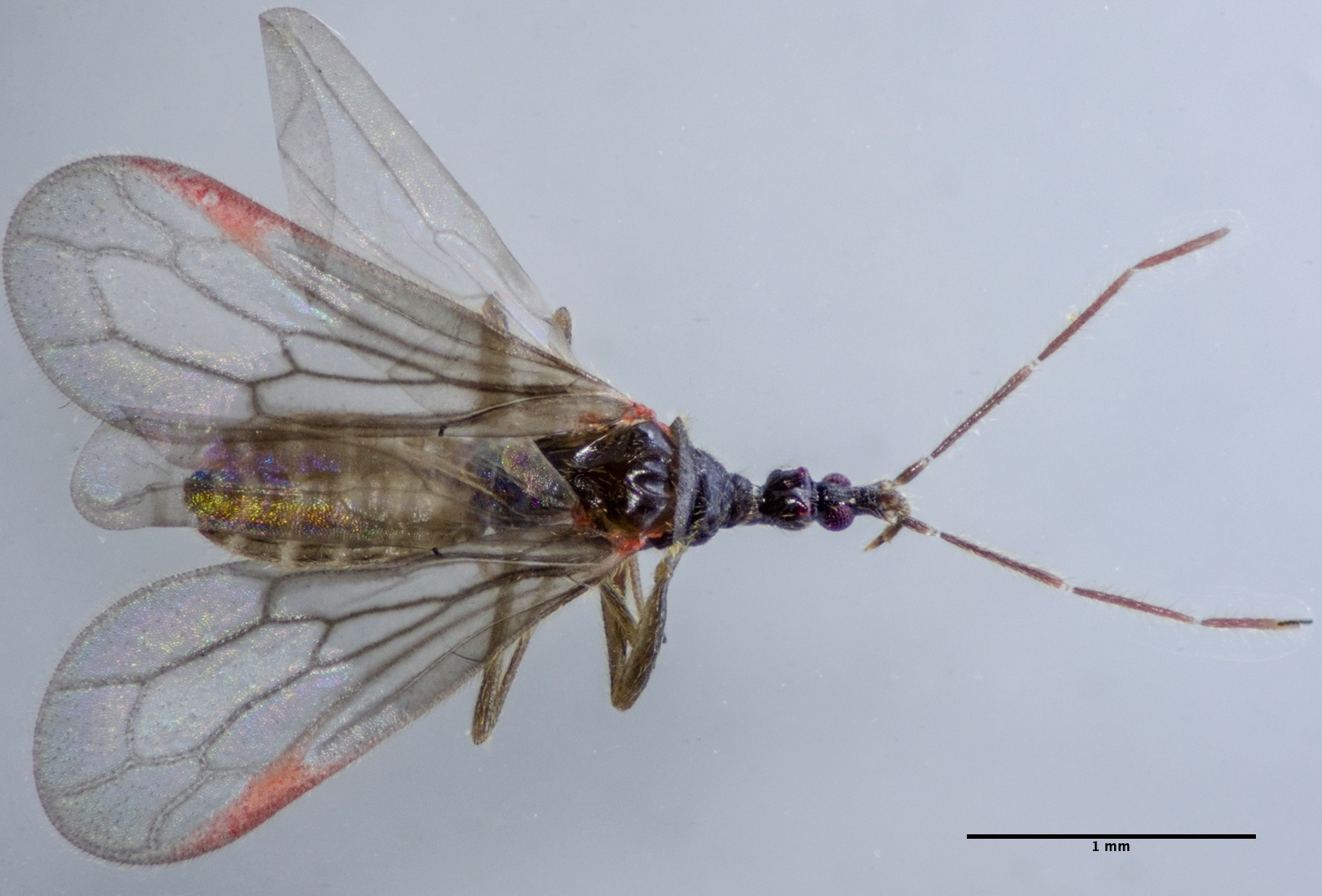
Enicocephalidae: Hymenocoris formicinus, un Enicocephalinae de Californie (États-Unis).
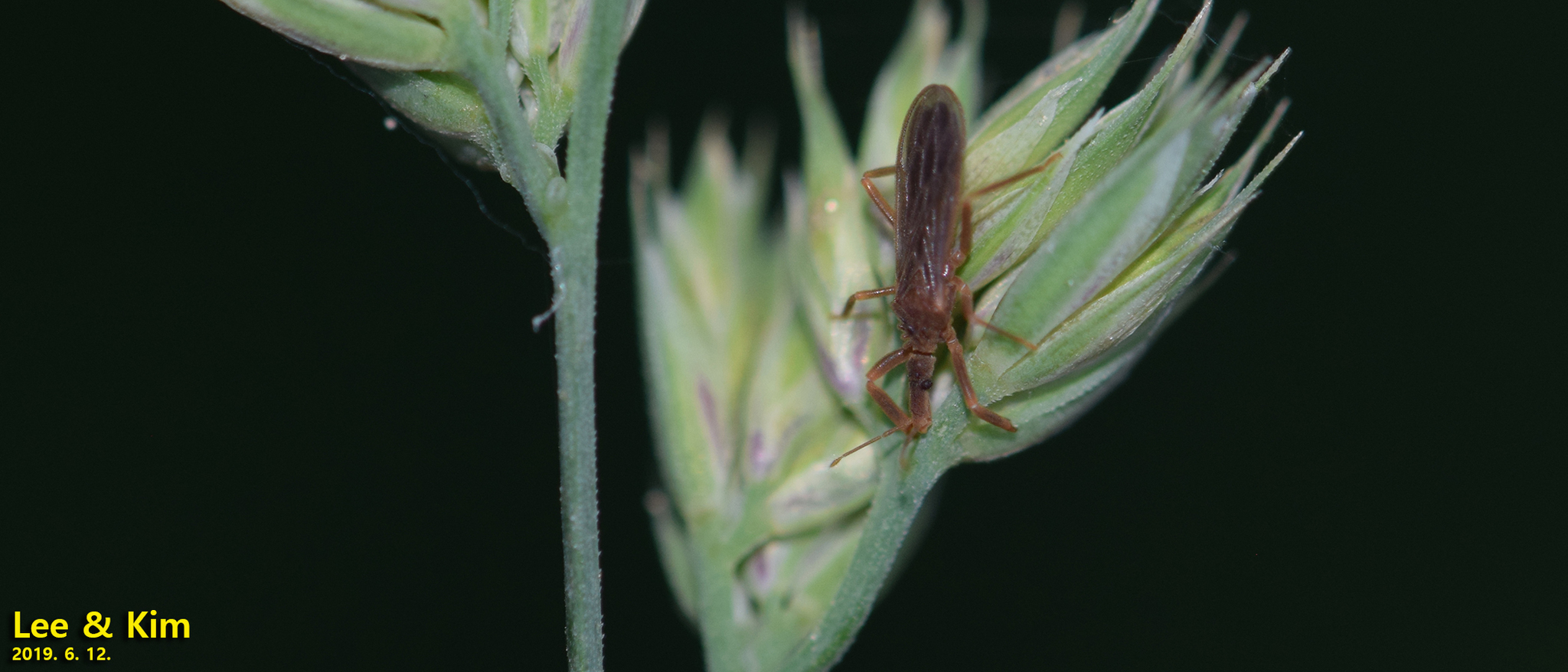
Enicocephalidae: Hoplitocoris lewisi, de Corée du Sud.
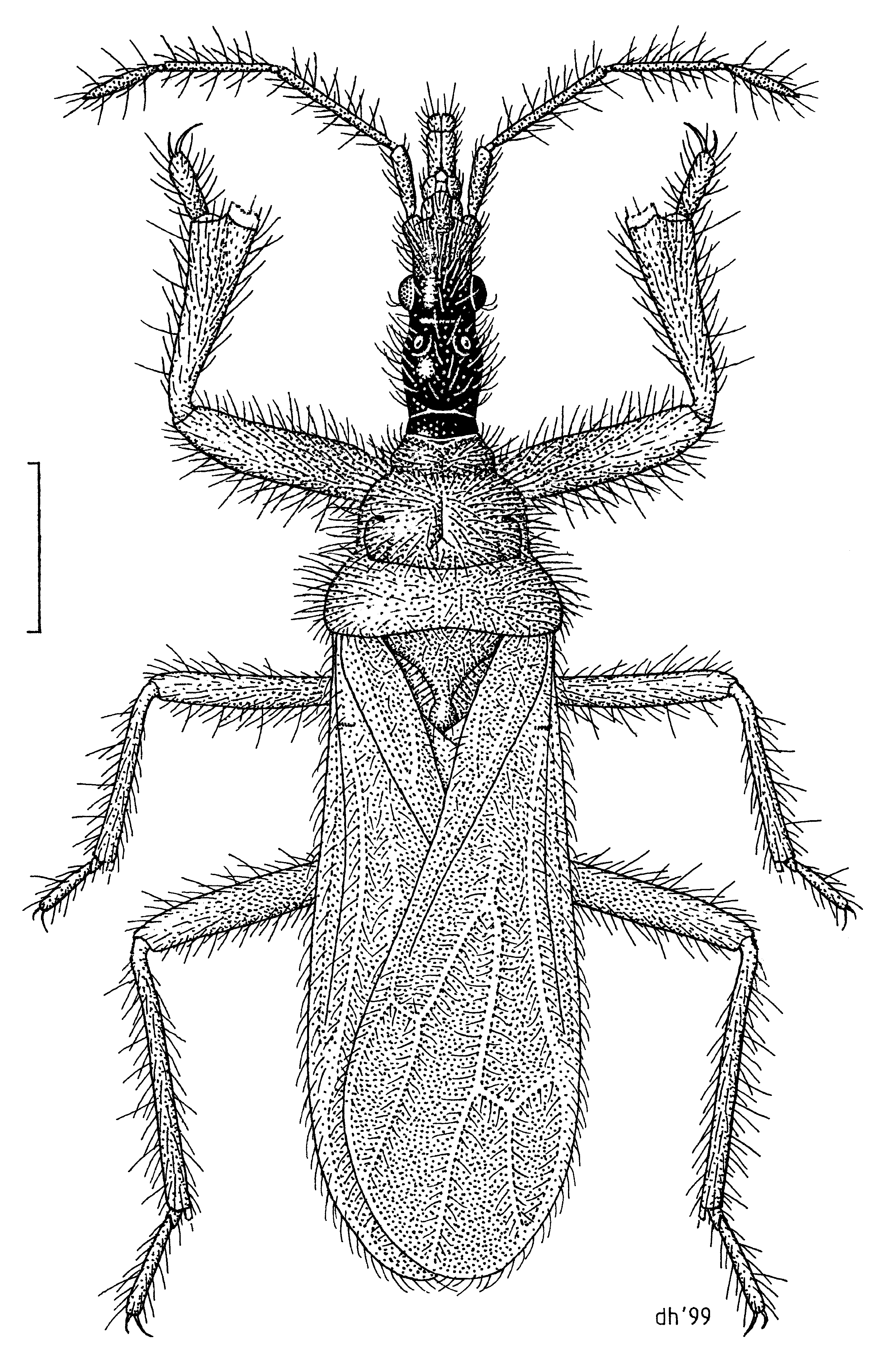
Enicocephalinae: Systelloderes maclachlani, de Nouvelle-Zélande.

## Biologie
Les informations sur la biologie des Enicocephalomorpha sont encore éparses et rares.

### Habitat
Ils habitent au ras du sol et dans la litière, sous des cailloux ou des troncs, ou encore dans des débris accumulés à la base de la gaine de feuilles de Bromeliaceae, mais également d'Asteraceae,, mais ils ont toujours besoin d'humidité. Il est vraisemblable qu'ils s'enfoncent dans la terre, parfois profondément.

### Myrmécophilie
Plusieurs espèces vivent en association avec des fourmis: Systelloderes angustatus avec Formica rufibarbis au Mexique, Enicocephalus lenkoi avec Camponotus rufipes au sud de Brésil, Compsoderes stuckenbergi avec Pheidole foreli en Afrique, Oncylocotis inexpectatus avec Anoplolepis gracilipes à Sabah.

### Alimentation
Les Enicocephalomorpha sont prédateurs, mais on connaît mal leurs proies. Certaines espèces se nourrissent de Zoraptères. Les proies sont saisies grâces à leurs pattes antérieures ravisseuses au tarse opposable.

### Reproduction
Il semble que les femelles remontent à la surface du sol à la période de l'accouplement. Divers auteurs ont constaté des essaims, des vols tournoyant en grand nombre, qui pourraient être considérés comme des vols nuptiaux, ce qui reste à confirmer. Cette caractéristique les a parfois fait dénommer « mouches à quatre ailes » en anglais (« four winged flies »). Les femelles sont capables de stocker le sperme pendant au moins deux mois. Dans d'autres cas, où seules des femelles ont été trouvées, la reproduction a lieu par parthénogenèse thélytoque.

### Communication
On a trouvé chez certaines espèces des organes stridulatoires, formé par la coxa antérieure et le prosternum. Par ailleurs, l'abdomen semble le plus complexe parmi ceux des hétéroptères, et une musculature originale permet des mouvements uniques de l'abdomen et ainsi une communication vibratoire.

### Autotomie
Certains Enicocephalomorpha présentent également la caractéristique d'avoir des ailes caduques (autotomie), qui sont cassées ou éliminées à un moment de leur vie.

## Systématique

### Historique
L'histoire du placement des Enicocephalomorpha est complexe,. Les premières espèces décrites, en 1837 sont placées dans les Reduviidae, bien que d'emblée, leur descripteur, John O. Westwood signale les différences avec cette famille, avant d'être déplacées en 1860 par Carl Stål dans une famille séparée, alors monotypique, les Enicocephalidae, mais toujours proches des Reduviidae. Robert L. Usinger, en 1945, les maintient au sein des Reduvioidea. La raison de ce rapprochement est notamment la présence dans les deux groupes d'un resserrement de la tête en arrière des yeux, qui a fait penser à un ancêtre commun. Il s'est toutefois avéré qu'il s'agissait d'une homoplasie.
En 1961, S. Miyamoto les réunit cette fois avec les Dipsocoridae et les considère comme un groupe basal au sein des Hétéroptères, suivi par Popov (1971). En 1975, Pavel Štys et I. M. Kerzhner établissent la conception encore en vigueur des Heteroptères, avec sept infra-ordres, parmi lesquels les Enicocephalomorpha, séparés des Dipsocoromorpha. Plus tard, ce sont les Nepomorpha qui ont été considérés comme groupe basal, et les Enicocephalomorpha ont alors été placés dans un clade commun avec les Dipsocoromorpha et les Gerromorpha. Les travaux cladistiques récents montrent les différentes positions phylogénétiques pour ce groupe, une question qui n'est pas encore résolue.
Le concept de super-famille des Enicocephaloidea Stål, 1860 est parfois utilisé comme un synonyme par les auteurs qui réunissent ce groupe avec d'autres dans un infra-ordre unique (comme Miyamoto en 1961, ou Shcherbakov & Popov en 2002).

### Placement phylogénétique
Les principes hypothèses en débat sont les suivantes. Selon R. T. Schuh (1979), suivi par d'autres, les Enicocephalomorpha forment le groupe basal des Hétéroptères : 
- Heteroptera
  - Enicocephalomorpha
  - Euheteroptera (Štys 1983, 1984)
    - Dipsocoromorpha
    - Neoheteroptera (Gerromorpha + Panheteroptera (= Nepomorpha + (Leptopodomorpha + (Cimicomorpha + Pentatomomorpha))))

Selon Weirauch et al. (2018), les Nepomorpha sont le groupe basal des hétéroptères, et la position des Enicocephalomorpha serait la suivante :
- Heteroptera
  - Nepomorpha
  - 
    - 
      - Gerromorpha
      - 
        - Enicocephalomorpha
        - Dipsocoromorpha

    - Geoheteroptera (Leptopodomorpha + (Terheteroptera=Cimicomorpha + Pentatomomorpha))

Selon Liu et al. (2018), dont l'analyse est basée sur le génome mitochondrial, le clade des Dipsocoromorpha, des Gerromorpha et des Enicocephalomorpha revient en position basale : 
- Heteroptera
  - 
    - Dipsocoromorpha
    - 
      - Gerromorpha
      - Enicocephalomorpha

  - Panheteroptera (Nepomorpha + (Leptopodomorpha + (Cimicomorpha + Pentatomomorpha)))

### Subdivisions internes
La classification interne a été établie par Pavel Štys en 1989. L'infra-ordre des Enicocephalomorpha compte deux familles, les Enicocephalidae et les Aenictopecheidae. Cette dernière pourrait être le groupe basal de l'infra-ordre, mais les relations phylogénétiques à l'intérieur de l'infra-ordre ont encore été rarement investiguées. Plusieurs sous-familles sont également reconnues, mais leur définition ne fait pas consensus, et les sites taxonomiques sont encore souvent incomplets. Selon Pavel Štys, de très nombreux spécimens d'Enichocephalomorpha restent à décrire, avec un nombre total d'espèces qui dépasserait les 2000, et qui amèneront à des redéfinitions de la classification. Ainsi, Štys et Banar considèrent que les sous-familles Nymphocorinae (de Nouvelle-Zélande et Tasmanie), Maoristolinae (de Nouvelle-Zélande) et Murphyanellinae (de Malaisie, et dont la monophylie est estimée douteuse) mériteraient probablement le rang de famille.

### Principaux auteurs
Ce groupe a été étudié en particulier par E. E. Bergroth, G. Enderlein, Gustav Breddin, R. L. Usinger (1932, 1945), René Jeannel (1941), André Villiers pour la faune de Madagascar (1958), Usinger et Wygodzinsky  pour celle de Micronésie (1960), Wygodzinsky et K. Schmidt pour une révision de la faune du Nouveau Monde, et Pavel Štys pour les espèces fossiles, ainsi que pour de nombreux taxons actuels et pour la classification actuelle.

### Fossiles
Plusieurs fossiles d'Enicocephalomorpha ont été retrouvés. Les plus anciens remontent au Barrémien (Crétacé inférieur, entre −130 et −125 millions d'années) et ont été retrouvés au Liban dans de l'ambre lithifiée. Le plus ancien fossile européen, une tête pyritisée mesurant 0,85 mm, a été retrouvé en Angleterre, et date de l'Yprésien (Éocène inférieur, entre −53 et −51 millions d'années) montre une présence ancienne de ce groupe en Europe.

### Liste des familles et sous-familles
Selon BioLib (4 novembre 2023), complété à partir de Schuh et Weirauch (2020) et de Luo, Baňař & Xie (2021) :  
- famille des Aenictopecheidae Usinger, 1932
  - sous-famille des Aenictopecheinae Usinger, 1932
  - sous-famille des Maoristolinae Štys, 1989
  - sous-famiile des Murphyanellinae Štys, 1989
  - sous-famille des Nymphocorinae Štys, 1989
- famille des Enicocephalidae Stål, 1860
  - sous-famille des Alienatinae Barber, 1953
  - sous-famille des Enicocephalinae Stål, 1860
  - sous-famille des Megenicocephalinae Štys, 1989
  - sous-famille des Phallopiratinae Štys, 1985
  - sous-famille des Phthirocorinae
  - sous-famille des †Allocephalocorinae Luo, Baňař & Xie, 2021
  - sous-famille des †Disphaerocephalinae Štys, 1969